# Fort McLane
Le fort McLane est un ancien poste militaire de la United States Army établi le 16 septembre 1860 au sud de la ville actuelle de Hurley au Nouveau-Mexique. Initialement dénommé fort Floyd en l'honneur du secrétaire à la Guerre John B. Floyd, il fut renommé en Fort Mclane le 18 janvier 1861 en l'honneur du capitaine George McLane tué par les Navajos le 13 octobre 1860. En raison du risque d'invasion du Nouveau-Mexique par l'armée confédérée au cours de la guerre de Sécession, le fort fut abandonné le 3 juillet 1861 afin que sa garnison vienne renforcer celle du fort Fillmore. Il fut brièvement réoccupé par la colonne de Californie avant d'être définitivement abandonné vers la fin de la guerre.